# Condeicampa langei
Condeicampa langei är en urinsektsart som beskrevs av Ferguson 1996. Condeicampa langei ingår i släktet Condeicampa och familjen Campodeidae. Inga underarter finns listade i Catalogue of Life.